# Panchlora maracaensis
Panchlora maracaensis är en kackerlacksart som beskrevs av Guilherme A.M.Lopes och de Oliveira 2000. Panchlora maracaensis ingår i släktet Panchlora och familjen jättekackerlackor. Inga underarter finns listade i Catalogue of Life.